# 黃漢樑

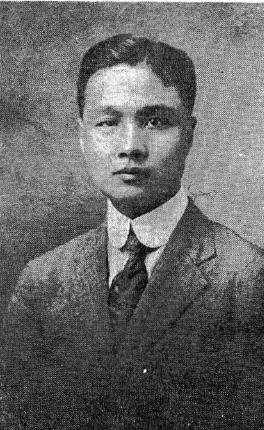
黄汉梁

黄汉梁（1891—？），福建厦门思明人，中华民国政治人物。

## 生平
黄汉梁自清华学校毕业后，1911年作为第三批庚子赔款留美生前往美国，先后就读于密歇根大学、普林斯顿大学、哥伦比亚大学。获哥大哲学博士学位后于1918年返国，曾任和丰银行香港分行行长。1930年，任国民政府铁道部顾问、整理招商局委员会委员。同年起，出任铁道部常务次长、英国庚子赔款委员会委员。1931年12月至1932年1月还曾署理财政部部长。